# 1000 Town Center
Le 1000 Town Center est un gratte-ciel de bureaux de 123 mètres de hauteur (hauteur du toit) construit à Southfield dans la banlieue de Détroit aux États-Unis en 1989.
Il fait partie du complexe Southfield Town Center qui comprend 3 autres gratte-ciels.
La surface de plancher de l'immeuble est de 55 462 m2.
L'architecte est l'agence Sikes, Jennings, Kelly and Brewer